# Kassi
Kassi (n.1341) fue una emperatriz consorte o qasa del Imperio de Malí.

## Biografía
Principal esposa y prima paterna de Souleyman, Kassi gobernó junto con su esposo, como era tradicional.
Ella era extremadamente popular en la corte real, que contaba con muchos de sus allegados entre sus miembros. Sin embargo eventualmente perdió el favor de su marido, que prefería a una plebeya llamada Bendjou. Finalmente, se divorció de ella para casarse con esta última. Las damas nobles de la corte se pusieron de parte de Kassi, continuando reconociendo su legitimidad y negándose a honrar a la nueva emperatriz. En su insubordinación, arrojaron tierra sobre sus cabezas para honrar a Kassi mientras arrojaban tierra sobre sus manos para insultar a Bendjou, lo que pronto enojó a Suleyman y su nueva esposa, hasta el punto de que Kassi se vio obligada a buscar refugio en la mezquita local.
Una guerra civil pronto estalló, ya que Kassi alentó a la nobleza, incluidos sus allegados, a la revuelta. La guerra fue una lucha entre dos facciones ideológicas; un grupo apoyaba a Souleyman, mientras que el otro apoyaba no solo a Kassi sino a los hijos del antiguo gobernante, Maghan. Souleyman y sus jefes finalmente derrotaron a Kassi y sus primos, desacreditándola al mostrar que ella y su primo, Djathal, que había sido desterrado por traición, estaban confabulando juntos.
Kassi era la madre de Kassa, quien sucedió a Souleyman brevemente antes de ser reemplazado por su primo Mari Diata II.